# インスリシン
インスリシン(Insulysin、EC 3.4.24.56)は、酵素である。この酵素は、インスリン、グルカゴンやその他のポリペプチドを分解する。タンパク質には作用しない。
この酵素は哺乳類とショウジョウバエの細胞質に局在する。